# Crisâncio de Sardes
Crisâncio de Sardes foi um filósofo grego do século IV que estudou na escola de Jâmblico.
Foi um dos discípulos favoritos de Edésio da Capadócia, tendo-se dedicado principalmente ao lado místico do neoplatonismo. O imperador Juliano veio ter com ele após o conselho  de Edésio e posteriormente convidou-o para a sua corte e para o auxiliar no projectado renascimento do politeísmo grego. Mas Crisâncio rejeitou, invocando as forças de presságios desfavoráveis, embora provavelmente pensasse que esse renascimento não trouxesse frutos.
Pela mesma razão, absteve-se de reformas religiosas drásticas na sua faculdade de sumo sacerdote da Lídia. Como resultado da sua moderação, manteve-se como sumo sacerdote até à sua morte, venerado tanto por pagãos e cristãos. A sua esposa Meite, associada a ele no sacerdócio, era parente de Eunápio. Eunápio cuidou dele na sua velhice e permaneceu a sua lado até à sua morte.